# Ховенмей, Байкара Дамчаевич
Байкара (Бай-Кара) Дамчаевич Ховенмей  (20 января 1915 — 5 октября 1972) — прозаик, поэт, публицист, литературовед, переводчик, художник, заслуженный работник культуры Тувинской АССР (1965). Член Союза писателей ТНР, Союза писателей СССР, Союза журналистов СССР.

## Биография
Родился в 1915 году в селе Баян-Кол. Учился Коммунистический университет народов Востока. Работал переплётчиком в первой в республике типографии с монголоязычным шрифтом, созданной на базе газеты «Красный пахарь». Работал корреспондентом в газете «Шын» («Правда»), потом стал редактором газеты «Свободный арат». Секретарем ЦК Революционного Союза молодежи ТНР (1939—1940), секретарем Улуг-Хемского кожкома ТНР (1941—1942), секретарем Президиума Малого Хурала ТНР, ответственным секретарем Союза писателей ТНР (1942—1943), секретарем исполнительного комитета Тувинской автономной области (1944—1947), литературным сотрудником газеты «Шын», заведующим партархивом обкома КПСС (1967—1972). Активно участвовал в становлении тувинского радиовещания.

## Творчество
Первое стихотворение «Знамя Октября» было напечатано в 1934 году в газете «Шын». Байкара Ховенмей является автором многих книг на тувинском языке, считается классиком тувинской литературы. Опубликовал сборник стихотворных переводов с монгольского языка, переводил также стихи русских поэтов: А. Пушкина, М. Лермонтова, С. Щипачева, Н. Тихонова, С.Маршака и др. Он заложил основу фантастической прозы в тувинской литературе. Его рассказ «Марска чедер частым» (Чуть ли не доехал до Марса") — первое фантастическое произведение тувинской литературы, его образы наделены тонкой психологией. Перевел на тувинский язык книги: «Волшебное слово» В.Осеева (1951), «Прятки» В.Бианки (1951), «От одного до десяти» С.Маршака (1967), «Красный десант» Д.Фурманова (1968).
Б. Ховенмей — участник Первой конференции писателей Тувинской Народной Республики (1942), художник. Его плакаты «Руки прочь от СССР!», «Все на фронт» особенно были популярны в годы войны.
В 1995 году в Кызыле в Тувинском книжном издательстве вышла его книга «Кто важнее? Рассказы, очерки» (вступительная статья Э. Л. Донгака).

## Награды и звания
- Орден «Знак почета»
- Медаль «За трудовую доблесть»
- Медаль «За доблестный труд. В ознаменование 100-летия со дня рождения В. И. Ленина»[4]
- Заслуженный работник культуры Тувинской АССР (1965)

## Основные публикации
- «Вместе с друзьями» стихи
- «От Октября к космосу» стихи
- «Взрослые и дети» рассказы
- «Сердце Азии» рассказы, стихи
- «Кто важнее?» рассказы, очерки
- «Обновление» публицистические статьи

## Примечание
1. ↑  Тува литературная. Вып.2 : биобиблиогр. справочник / НБ им. А. С. Пушкина Респ. Тыва; авт.-сост.: М. А. Хадаханэ, Л. М. Чадамба, Е. М. Ак-кыс, Г. М. Комбу — Кызыл, 2008. — 73 с.
2. ↑  Ховенмей Байкара Дамчаевич Википедия
3. ↑  Комбу С. С. Ховенмей Байкара Дамчаевич / С. С. Комбу // Тувинская литература : словарь / С. С. Комбу; под ред.: Д. А. Монгуша, М. Л. Трифоновой. — Новосибирск: 2012. — С.310.
4. ↑  Ховенмей Бай-Кара Дамчаевич : [о нем] // Тыванын чогаалчылары=Писатели Тувы. - Кызыл, 2001. - С.9-10.